# Pehr Henrik Nordgren
Pour les articles homonymes, voir Nordgren.
Pehr Henrik Nordgren né le 19 janvier 1944 à Saltvik, dans l'île d'Åland, et mort à Kaustinen le 25 août 2008 est un compositeur finlandais.

## Biographie
Nordgren fait ses études musicales à l'Université d'Helsinki dans les années 1960 et obtient un diplôme de musicologie en 1967, il étudie ensuite la composition avec Joonas Kokkonen. En 1965, il étudie le violoncelle à l'Académie Sibelius. De 1970 à 1973 il vit au Japon et poursuit ses études à l'université de Tokyo où il est élève de Yoshio Hasegawa en classe de composition. Il se familiarise avec la musique traditionnelle japonaise, qui aura une grande influence sur ses futures compositions.
En 1973, il épouse Shinobu Suzuki à Tokyo puis repart en Finlande et s'installe dans le bourg de Kaustinen, connu pour son festival de musique folk qui attire chaque année de nombreux estivants. Juha Kangas, violoniste et chef d'orchestre et le pianiste japonais Izumi Tateno, tous deux amis du compositeur, ont créé nombre de ses œuvres. La production de Nordgren est abondante, qui comprend entre autres sept symphonies et onze quatuors à cordes.

## Principales œuvres

### Symphonies
- Symphonie nº 1, op. 20 (1974)
- Symphonie pour cordes, op. 43 (1978)
- Symphonie nº 2, op. 74 (1989)
- Symphonie nº 3, op. 88 (1993)
- Symphonie de chambre, op. 97 (1996)
- Symphonie nº 4, op. 98 (1997)
- Symphonie nº 5, op. 103 (1998)
- Symphonie nº 6,  Interdependence  pour soprano, ténor, chœur et orchestre, op. 107 (1999-2000)
- Symphonie nº 7 op. 124 (2003)
- Symphonie nº 8 op. 140 (2006)

### Concertos
- Concerto pour violon nº 1, op. 10 (1969)
- Concerto pour clarinette, instruments folkloriques et orchestre de chambre, op. 14 (1970)
- Concerto pour piano op. 23 (1975)
- Concerto pour violon nº 2, op. 33 (1977)
- Concerto pour violoncelle nº 1, op. 50 (1980)
- Concerto pour violon nº 3, op. 53 (1981)
- Concerto pour violoncelle nº 2, op. 62 (1984)
- Concerto pour violoncelle nº 3, op. 82 (1992)
- Concerto pour violoncelle nº 4, op. 89 (1994)
- Concerto pour violon nº 4, op. 90 (1994)
- Concerto pour trombone, op. 102 (1998)
- Concerto pour quatuor de saxophones et orchestre de chambre avec gong, op. 108 (2000)

### Autres œuvres pour orchestre
- Euphonie I  op. 1 (1966)
- Épiphrase  pour cordes, op. 4 (1967)
- Euphonie II  op. 5 (1967)
- Minore  pour piano et cordes op. 6 (1968)
- The Turning Point  op. 16 (1972)
- Koko maailma valittanee  ( the whole world will complain ) pour cordes, op. 26 b (1966-74)
- Euphonie III  op. 24 (1975)
- Pelimannimuotokuvia  (Portraits of Country Fiddlers ) pour cordes, op. 26 (1976)
- Summer Music  pour piano et cordes, op. 34 (1977)
- Tuolla mun heilani asuskeloo  ( Yonder live My Sweet Love ) pour cordes, OI. 40 (1977)
- Concerto pour cordes, op. 54 (1982)
- TRANSE-CHORAL  pour 15 cordes, op. 67 (1985)
- Cronaca by archi, op. 79 (1991)
- Streams, pour orchestre de chambre, op. 80 (1991)
- Equilibrium  op. 94 (1995)
- Yamagata rhapsody, op. 99 (1997)

### Musique de chambre
- Neljä kuolemankuvaa  ( 4 visions de la mort ) pour ensemble de chambre, op. 8 (1968)
- Sonatina pour sestetto op. 9 (1969)
- Kolme maanitusta  ( 3 temptations ). Quintette à vents nº 1, op. 11 (1970)
- Ritournelle pour violon et piano, op. 13 (1970)
- Quatuor pour instruments traditionnels japonais nº 1, op. 19 (1974)
- Comme dans un rêve  pour violoncelle et piano, op. 21 (1974)
- Quintette à vents nº 2, op. 22 (1975)
- Quatuor pour instruments traditionnels japonais nº 2  Seita, op. 42 (1978)
- Quintette avec piano, op. 44 (1978)
- A Late Pastorale  pour cor et quintette à cordes, op. 47 (1979)
- Trio avec piano, op. 49 (1980)
- Epilogue  pour violoncelle et piano, op. 61 (1983)
- FATE-NOSTALGIA  pour clarinette, violon, piano et 12 violoncelles, op. 72 (1989)
- Programme Music, op. 76 (1990)
- Sculpture fanfare  pour 3 trompettes et 3 trombones, op. 84 (1992)
- Sonate pour violon, op. 86 (1992)
- Distance Dream  pour violoncelle et accordéon, op. 101 (1997)
- Zest  pour saxophone, violoncelle et piano, op. 109 (1999)
- Quintette à cordes, op. 110 (2000)
- Tuulimyllyfantasia  ( Windmühlenfantasie ) pour 3 accordéons, op. 113 (2001)
- Quatuor pour clarinette, violon, violoncelle et piano (2003)

### Quatuors à cordes
- Quatuor à cordes nº 1 op. 2 (1967)
- Quatuor à cordes nº 2 op. 7 (1968)
- Quatuor à cordes nº 3 op. 27 (1976)
- Quatuor à cordes nº 4 op. 60 (1983)
- Quatuor à cordes nº 5 op. 69 (1986)
- Quatuor à cordes nº 6 op. 73 (1989)
- Quatuor à cordes nº 7 op. 85 (1992)
- Quatuor à cordes nº 8 op. 105 (1999)
- Quatuor à cordes nº 9 (2004)
- Quatuor à cordes nº 10 op. 142 (2007)
- Quatuor à cordes nº 11 op. 144 (2008)

### Œuvres pour instruments solo
- Kymmenen ballaadia japanilaisiin kauhutarinoihin (Kwaidan-balladit) (10 Ballades d'après des contes japonais ou Kwaidan Ballades) pour piano op. 17, 25, 28–32, 35–37 (1972–77)
- Butterflies pour guitare, op. 39 (1977)
- In Patches pour accordéon, op. 41 (1978)
- Sonate pour violoncelle seul, op. 83 (1992)
- Sonate pour violon seul, op. 104 (1999)
- Come da lontano  pour guitare, op. 122 (2003)

### Œuvres vocales
- Agnus Dei pour soprano, baryton, chœur et orchestre, op. 15 (1971)
- Maan alistaminen (subjecting the earth) pour chœur mixte (1973)
- Lávllaráidu Nils-Aslak Valkeapää divttai'e (cycle de chants d'après des poèmes de Nils-Aslak Valkeapää) pour baryton, violoncelle et piano, op. 45 (1978)
- Kuninkaan kämmenellä (in the palm of the king). Cantate, op. 46 (1979)
- Taivaanvalot (Les lumières du Ciel) pour soprano, ténor, chœur et orchestre, op. 63 (1985)
- Perpetuum mobile pour chœur d'hommes, op. 75 (1989)
- Beaivi, áhčážan (Le soleil, mon père) pour 3 mezzosoprano, ténor, basse, chœur et orchestre, op. 70 (1990)
- Odotus (expectation) pour chœur d'hommes, op. 78 (1991)
- Te Deum pour soprano, basse, chœur et orchestre, op. 111 (2000)
- Nacht der Nächte (La nuit des nuits) pour 2 sopranos, violon, violoncelle et piano, op. 114 (2000)
- Ei ne kaikki kuollehia pour soprano et piano (2001)
- Tuuri: Ballade Dramatique pour ténor, basse, chœur et orchestre, op. 117 (2002-03)
- Amor Desesperada. 4 pièces d'après Pablo Neruda pour Soprano, Baryton, Koto, Shakuhachi et basse, op. 120 (2003)

### Opéras
- Den svarte munken (Le moine noir). Opéra de chambre, op. 52 (1981) d'après une nouvelle d'Anton Tchekhov.